# 리즈 (2004년)
리즈(본명: 김지원, 본명 한국 한자: 金志垣, 2004년 11월 21일 ~ )는 대한민국의 가수로 걸그룹 IVE의 멤버이다.

## 성장 과정
2004년 11월 21일 제주시에서 태어났다. 중학교 3학년에 서울로 올라왔다고 밝혔다. 광령초등학교를 전학하였으며 한라초등학교를 졸업하였다. 한라중학교에 입학하였으나 전학하였고, 언북중학교를 졸업하였다. 청담고등학교는 중퇴하였다.

## 음악 경력

### IVE
2021년 싱글 음반 《ELEVEN》으로 데뷔했다. 이어 같은 해 4월 5일 《LOVE DIVE》와 2022년 8월 22일 《After LIKE》를 발매했다.
2023년 4월 정규 1집 음반인 《I've IVE》를 발매했다.

### 솔로
2024년 12월 15일 발매된 《사랑은 외나무다리에서》OST 중 《Summer》를 불렀다.

### 웹예능
| 방송사 | 제목   | 기간       | 비고   |
| ------ | ------ | ---------- | ------ |
| 유튜브 | 콩알탄 | 2024.06.21 | 게스트 |